# Pia Guerra

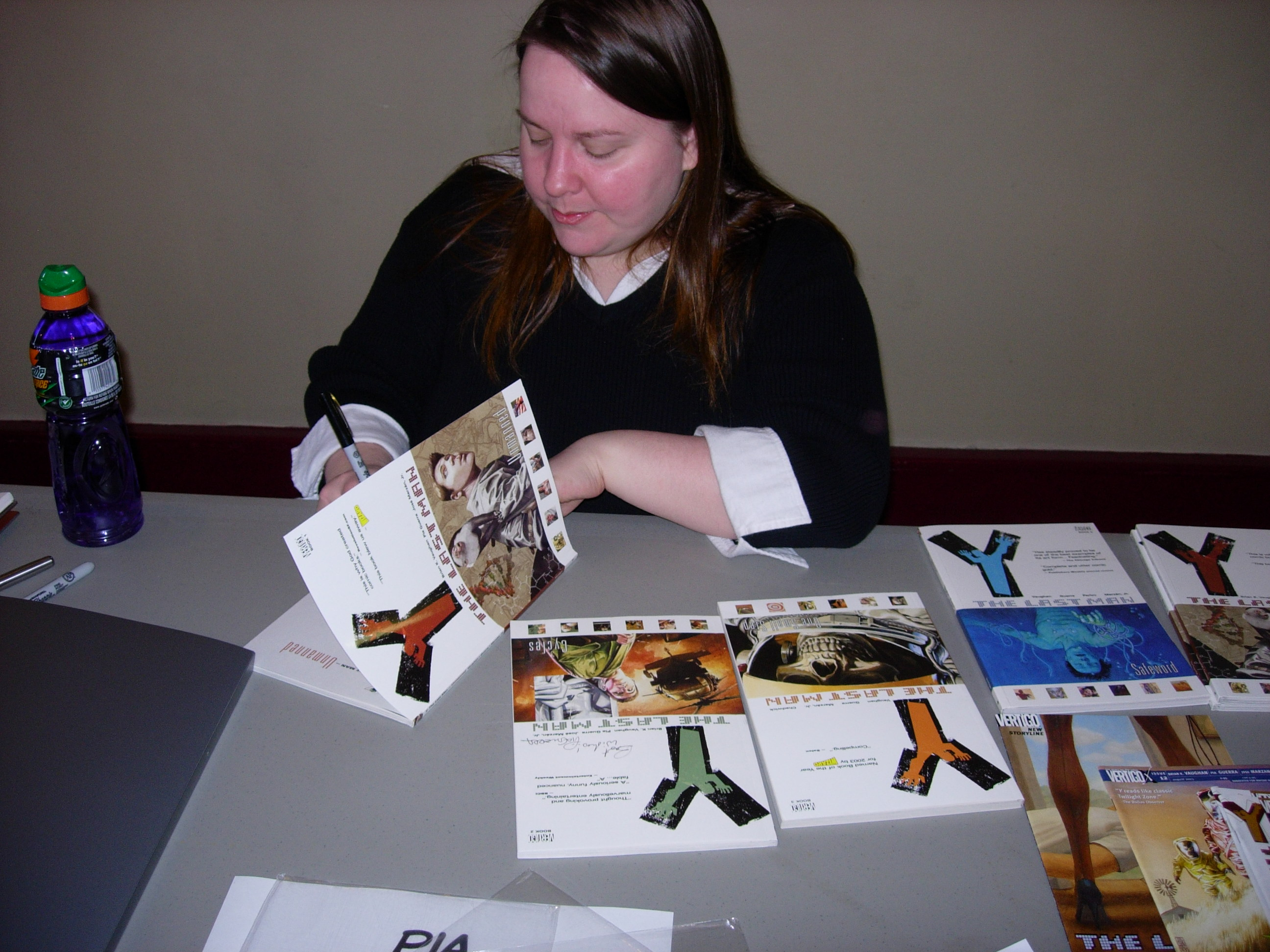
Pia Guerra en 2006.

Pia Jasmin Guerra (Hoboken, 1971) es una dibujante de cómics canadiense conocida principalmente por su trabajo como creadora y dibujante de Y: El último hombre. Desde la segunda mitad de la década de 1990, Pia Guerra ha trabajado en varios títulos independientes como Bikini Assassin Team, Sinnamon, The Bruiser o The Big Book of Urban Legends, entre otros.

## Biografía
Pia Guerra nació en Hoboken (Estados Unidos) en 1971 y reside en la localidad canadiense de Vancouver. Inició su carrera profesional ilustrando cartas y juegos de rol. Más tarde pudo participar en un proyecto que la encaminaría hacia su reconocimiento actual: fue la creadora, junto con Brian K. Vaughan, de la serie del sello Vertigo "Y, el último hombre", que a lo largo de 60 entregas presentó las aventuras del joven Yorick Brown y su mascota, un mono llamado Ampersand, en un mundo imaginario donde una plaga había acabado con la vida de todo ser que tuviera el cromosoma Y, a excepción de los dos protagonistas de la serie, que tendrán que luchar para sobrevivir. También ha trabajado con DC Comics.
También ha dibujando historias de Doctor Who, Spider-Man, Los Simpson, y ha hecho varios guiones gráficos. Está casada con el también dibujante Ian Boothby, autor de muchas de las historietas ilustradas de Los Simpson.

## Premios
- 2003. Premio Harvey a la Mejor Nueva Serie, por "Y, el último hombre" (con Brian K. Vaughan y José Marzan Jr.
- 2006. Premio Joe Shuster al Mejor Cómico por "Y, el último hombre"[5]
- 2008. Premio Eisner a la mejor dibujante por "Y, el último hombre" (con José Marzan Jr.)